# Kornél Nagy
Kornél Nagy (Püspökladány, 21 de noviembre de 1986) es un exjugador de balonmano húngaro que jugaba de lateral izquierdo. Su último equipo fue el Dunkerque HB de la LNH. Fue un componente de la selección de balonmano de Hungría.
Con la selección ganó la medalla de bronce en el Campeonato Mundial de Balonmano Masculino Junior de 2005.

## Palmarés

### Veszprém
- Liga húngara de balonmano (1): 2011
- Copa de Hungría de balonmano (1): 2011

## Clubes
- Békési FKC (2002-2005)
- Dunaferr SE (2005-2010)
- MKB Veszprém (2010-2011)
- Dunkerque HB (2011-2024)